# 새해의 이 순간
《새해의 이 순간》(중국어 간체자: 新年这一刻, 정체자: 新年這一刻, 병음: Xīnnián zhè yīkè 신녠 저 이커[*], 한자음: 신년저일각, 영어: Happy Wonder World)은 중국의 걸 그룹 SNH48의 열네 번째 미니 음반이다. 타이틀 곡의 뮤직 비디오는 한국에서 촬영됐다.

## 수록곡
| #            | 제목                                         | 음악가       | 재생 시간 |
| ------------ | -------------------------------------------- | ------------ | --------- |
| 1.           | 〈새해의 이 순간〉 (新年这一刻)              |              | 4:09      |
| 2.           | 〈Burning Up〉                               | 팀SII        | 3:14      |
| 3.           | 〈Brave Heart〉                              | 팀NII        | 4:03      |
| 4.           | 〈회전하는 마법사〉 (倒转魔法师)             | 팀HII        | 3:37      |
| 5.           | 〈달콤한 소망에 대하여〉 (关於甜蜜的愿望)    | 팀X          | 4:31      |
| 6.           | 〈낙원이 지난 후에 종소리〉 (钟声过後是乐园) | 팀XII        | 4:24      |
| 7.           | 〈새해의 이 순간〉 (Inst.)                   |              | 3:25      |
| 8.           | 〈Burning Up〉 (Inst.)                       |              | 3:14      |
| 9.           | 〈Brave Heart〉 (Inst.)                      |              | 4:03      |
| 10.          | 〈회전하는 마법사〉 (Inst.)                  |              | 3:37      |
| 11.          | 〈달콤한 소망에 대하여〉 (Inst.)             |              | 4:31      |
| 12.          | 〈낙원이 지난 후에 종소리〉 (Inst.)          |              | 4:24      |
| 총 재생 시간 | 총 재생 시간                                 | 총 재생 시간 | 24:00     |

| #  | 제목                                               | 재생 시간 |
| -- | -------------------------------------------------- | --------- |
| 1. | 〈새해의 이 순간 (뮤직비디오)〉 (《新年这一刻》MV) |           |

## 선발 멤버
새해의 이 순간
(Center: 정옌펀)
- Team SII: 쉬자치, 위엔위쩐
- Team NII: 정옌펀, 펑신둬, 완리나
- Tean HII: 쉬양위쭈오, 류지옹란, 시에니, 쑨전니, 양훼이팅
- Team X: 쑹신란, 양윈위, 장단산
- Tean XII: 페이친위안, 홍페이윈, 위쟈이

정옌펀 첫 선발곡 Center이다. 쑨전니, 페이친위안, 위쟈이는 첫 선발 참여하였다.
MV는 한국에서 촬영하였다.
Burning Up
(Center: 장위거)
- Tean SII: 천관후이, 천쓰, 다이멍, 장윈, 쿵샤오인, 리위치, 모한, 첸베이팅, 쑨루이, 우저한(Team X 겸임), 쉬천천, 쉬자치, 쉬즈쉬엔, 위엔단니(Team HII 겸임), 위엔위쩐, 장위거

Brave Heart
(Center: 황팅팅)
- Team NII: 천쟈잉, 천원옌, 펑신둬, 공스치, 황팅팅, 허샤오위, 쟝쩐이, 루팅, 리이통, 완리나, 쉬이, 이쟈아이, 쟈오위에, 죠우이, 정옌펀, 장야멍

쥐징이, 루오란, 린스이가 빠진 16명이다. 쟝쩐이, 쉬이, 장야멍이 진입하였다.
회전하는 마법사
(Center: 쉬양위쭈오)
- Team HII: 하오완칭, 류지옹란, 린난, 류페이신, 리칭양, 션멍야오, 쑨전니, 왕바이슈오, 우옌원, 쉬한, 시에니, 쉬이런, 쉬양위쭈오, 위엔항, 양훼이팅, 장신

천이신, 왕루가 빠진 16명이다. 위엔항은 복귀하였고, 션멍야오가 진입하였다.
달콤한 소망에 대해서
(Center: 장단산)
- Team X: 천린, 펑샤오페이(Team SII 겸임), 리징, 리쟈오, 치징, 샤오쉐총, 쑹신란, 쑨신원, 왕지아링, 왕슈, 왕샤오지아, 셰티엔이, 양빙이, 양윈위, 장단산, 장지아위

장원징이 빠진 16명이다. 치징, 장지아위가 진입한 16명이다.
종소리가 지난 후는 낙원
(Center: 페이친위안)
- Team XII: 천인, 천윈링, 페이친위안, 홍페이윈, 쟝샨, 쟝슈팅, 리쟈언, 뤼멍잉, 류쩡옌, 판잉치, 송위샨, 옌쟈오쥔, 위쟈이, 죠우지아지아, 장원징, 장이

뤼엉잉이 진입한 16명이다.